# Otakar Šín

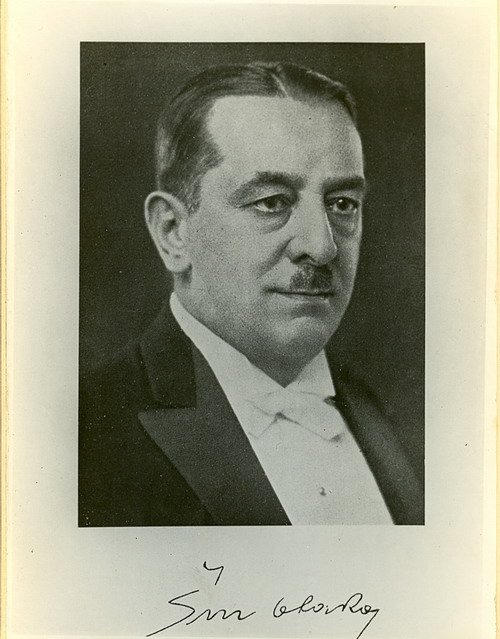
Otakar Šín (1881–1943)

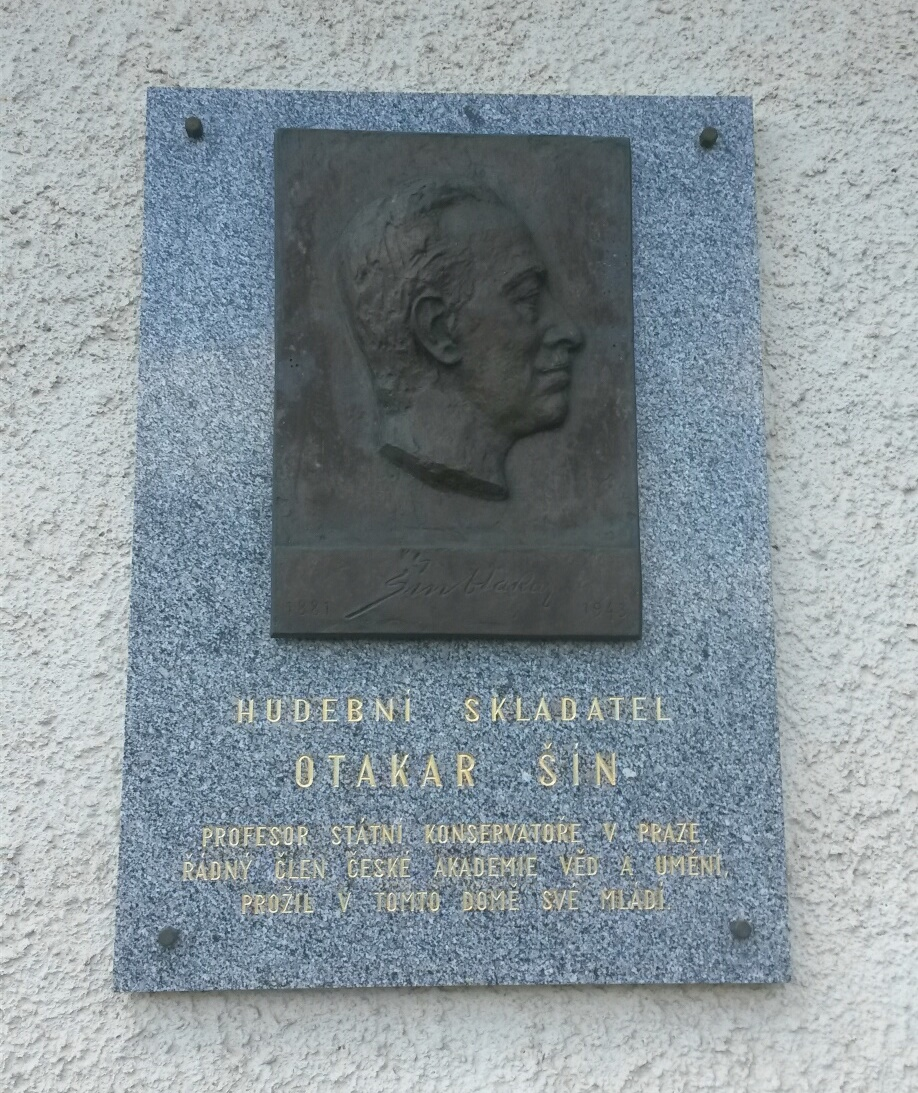
Gedenktafel für Otakar Šín in Fryšava pod Žákovou horou, wo der Komponist Teile seiner Kindheit verbrachte

Otakar Šín (* 23. April 1881 in Rokytno; † 21. Januar 1943 in Prag) war ein tschechischer Komponist, Musiktheoretiker und Hochschullehrer.

## Leben und Wirken
Der Sohn eines Gastwirtes hatte in seiner Kindheit Violin- und Klavierunterricht, den er an der Bürgerschule von Nové Město na Moravě fortsetzte. Ein Maschinenbaustudium brach er im zweiten Studienjahr ab. Er absolvierte stattdessen eine Ausbildung als Brauer und arbeitete in der Bierbrauerei von Maffersdorf. Im Alter von 24 Jahren schrieb er sich schließlich am Prager Konservatorium ein, wo er bei Vítězslav Novák Komposition studierte  und 1920 Professor für Musiktheorie wurde.
Šín komponierte Orchesterwerke, Kammermusik, viele Klavierstücke, Lieder und Chorwerke. Daneben veröffentlichte er mehrere musikpädagogische und -theoretische Schriften. 1928 wurde er als Ordentliches Mitglied in die Tschechische Akademie der Wissenschaften und Künste gewählt.

## Werke
Kompositionen
- Tilottáma, sinfonische Dichtung nach Julius Zeyer, 1908
- Král Menkera, sinfonische Dichtung nach Julius Zeyer, 1909
- Streichquartett, 1923
- Streichquartett, 1926–28
- Cellosoate, 1934
- Rozhlasová předehra für Orchester, 1936
- Malá suita für Violine und Klavier, 1937
- České tance für Orchester oder Nonett, 1939

Schriften
- Uplná nauka o harmonii na základĕ melodie a rytmu, 1922, 6. Auflage 1949
- Nauka o kontrapunktit, imitaci a fuge, 1936, 1945
- Všeobecná nauka o hudbé, 1949 (vollendet von František Bartoš und Karel Janeček)